# گویا (وبگاه)
گویا یک وبگاه فارسی‌زبان است که توسط فرشاد بیان روزنامه‌نگار مقیم بلژیک در سال ۱۹۹۸ راه‌اندازی شد. در آن زمان بیشتر رسانه‌های ایران نسخه برخط نداشتند. کپی‌های الکترونیک تهیه شده با دست از روزنامه‌های ایرانی چون مجله پیام امروز، ویژگی گویا بود. در سال‌های پس از آن با موج وبگاه‌ها و وبلاگهای ایرانی پیوندهای آنها روی گویا نمایان شد و این وبسایت همچنان به نقش خود به عنوان یکی از وبسایت‌های ایرانی ادامه داد.
چند سال بعد گویا بخش خبری مستقل گویانیوز را راه‌اندازی کرد. تحلیل‌های روزنامه‌نگاران و شخصیت‌های سیاسی، همراه نظرات سیاسی از دامنهٔ جناح‌های چپ تند تا راست تند، از ویژگی‌های گویانیوز است.